# 茶系飲料
茶系飲料（ちゃけいいんりょう）は、茶および茶外茶による飲料。缶やペットボトルや入れた状態で販売されている清涼飲料水の分類を特に指す場合もある。
本項では、主に日本国内の茶系飲料について述べる。

## 分類
茶系飲料は、緑茶系飲料、紅茶飲料、ブレンド茶飲料、ウーロン茶飲料、麦茶飲料などに分類される。全国清涼飲料連合会による清涼飲料水統計によれば、2020年の日本国内での生産量のシェアは以下の通りである。
| 大分類   | 大分類シェア      | 中分類         | 中分類シェア      | 備考                                                                           |
| -------- | ----------------- | -------------- | ----------------- | ------------------------------------------------------------------------------ |
| 茶系飲料 | 24.3%（52.4億 L） | 緑茶飲料       | 13.8%（29.7億 L） | ほうじ茶、抹茶、番茶を含む                                                     |
| 茶系飲料 | 24.3%（52.4億 L） | 麦茶飲料       | 4.8%（10.4億 L）  |                                                                                |
| 茶系飲料 | 24.3%（52.4億 L） | ブレンド茶飲料 | 2.9%（6.3億 L）   |                                                                                |
| 茶系飲料 | 24.3%（52.4億 L） | ウーロン茶飲料 | 2.0%（4.3億 L）   |                                                                                |
| 茶系飲料 | 24.3%（52.4億 L） | その他茶系飲料 | 0.8%（1.7億 L）   | 玄米茶、ジャスミン茶、プーアル茶、その他茶外茶などを含む                       |
| 紅茶飲料 | 5.1%（11.1億 L）  |                |                   | フレーバーティー、ミルクティーを含む ※2021年発表データで分類が茶系飲料から独立 |

総務省統計局の家計調査では「茶飲料」として集計される。一般的に、茶飲料は夏に消費が増し、茶葉は冬に消費が増す。また茶葉への支出金額は世代が上がるほど顕著に増すのに対し、茶飲料への支出金額は世代ごとの顕著な差はなく若年層で多い（2005年データ）。

## 歴史

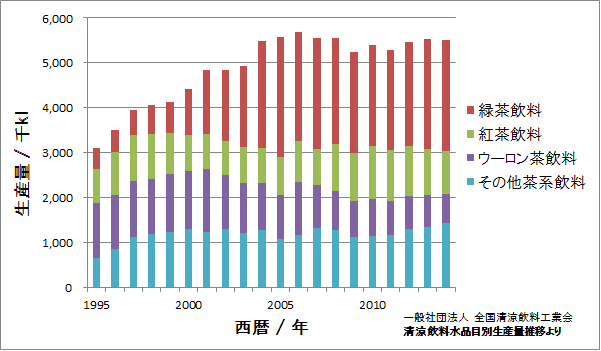
茶系飲料の生産推移

日本において初めて生産された茶系飲料は、1970年代の紅茶飲料である。1981年に主に業務用として発売されたウーロン茶飲料が痩身効果の宣伝によって家庭用として消費を拡大するにつれ、茶系飲料の生産は拡大した。1985年には世界初の緑茶飲料として伊藤園が缶入り煎茶を発売すると、多くの飲料メーカーが緑茶飲料の生産に参入した。日本の緑茶は蒸し茶のため保存期間が長いと変質しやすいが、ビタミンCを添加することによってこの問題が解消されている。
1990年の時点ではウーロン茶飲料と紅茶飲料が、茶系飲料の生産量に対してそれぞれ55%、45%のシェアを占めていたが、1990年代から2000年代にかけて、ペットボトル入りの商品の登場などもあって右図のように緑茶飲料は市場が急激に拡大している。また、1993年にアサヒ飲料がお茶どうぞ 十六茶、日本コカ・コーラも同年に爽健美茶を発売したことをきっかけに、ブレンド茶飲料も市場を拡大した。なお、右図で「その他」に入っている麦茶飲料は、年間20万kL程度の生産量を維持している。
また、2000年代に入るとヘルシア緑茶やサントリー黒烏龍茶など、特定保健用食品にあたる製品が開発され、商品の単価を大きく上昇させた。一方で、原料の輸入茶に残留農薬が発見された問題の影響などもあって、茶系飲料の生産は2005年頃をピークとして成熟期に入っている。

## 生産・販売
日本の清涼飲料水における生産量のシェアは28.7%（2010年）と、2位の炭酸飲料の18.5%を抑えてトップになっている。特に無糖の茶系飲料はどんな食べ物にもあう点が消費者に評価され、コンビニエンスストアの店舗および弁当販売増加の影響などもあって、売り上げを伸ばしている。
清涼飲料水一般と同様に、茶系飲料の市場は寡占化が進んでおり、特に緑茶飲料については2006年の時点で上位10社が年間販売金額の95.5%を占め、さらに伊藤園とサントリーの2社だけで54.5%を占めている。なお、緑茶飲料とブレンド茶飲料、麦茶飲料を合わせた日本茶飲料では、日本コカ・コーラと伊藤園の2社が同年の販売金額の53.3%を占める。
一方で、伊藤園は緑茶飲料の自社工場を持たないなど生産は委託化が進んでおり、茶系飲料の委託生産比率は生産量の76.8%に達する。ブレンド茶および緑茶飲料ではそれぞれ86.4%、82.3%と特に委託比率が高い。清涼飲料水の製造事業所は従業員19名以下の零細な事業所が44.4%を占めており、ブランドオーナーの大企業は新商品開発に特化し、生産は小規模な下請けメーカーに委託する傾向がある。
2007年の時点で茶系飲料のペットボトルの使用割合は生産量の81.9%を占め、清涼飲料水全体の59.5%に比べて顕著に高い。1982年の食品衛生法改正によって清涼飲料水向けに使用可能になると、ウーロン茶飲料向けなどに大型のペットボトルが用いられた。やがて茶系飲料全体に使用が広がり、さらに500mlなどの小型のものも登場し、軽量なペットボトルの存在は茶系飲料の生産増加の一因となった。

## 日本国外
1990年代にはアジア各国でペットボトル入りの茶系飲料が商品化された。韓国では1993年に太平洋が緑茶飲料、1995年には東西食品とロッテ七星飲料がウーロン茶飲料を商品化し、同時期に国内の茶消費量が大きく増加している。中国では、1997年にウーロン茶飲料が日本および上海の合弁企業によって発売され、全国に茶系飲料が広まった。なお、中国では加糖茶が主流であり、ジュースのような感覚で消費されている。また、ベトナムでも2010年代に入ってペットボトル入りの茶系飲料が普及しつつある。こういったアジア圏の国々では、日本式の無糖の茶系飲料は、日式緑茶などの名称で販売されている。
2000年代の調査によれば、1人あたりの茶系飲料の年間消費量は日本の60Lに対し、アメリカは13.6L、ドイツは6.5L、フランスは3.2L、オーストラリアは0.9Lなどとなっている。食事とともに冷たい無糖茶を飲む習慣がない事などが、日本と比べて他国で消費量が少ない原因として挙げられている。なお、ユニリーバやトワイニングなどがアイスティーをはじめとする紅茶飲料を製造販売している。